# Françoise Demulder
Françoise Demulder (9 tháng 6 năm 1947 – 3 tháng 9 năm 2008) là một nữ phóng viên nhiếp ảnh chiến tranh người Pháp. Bà là nữ phóng viên đầu tiên được trao Giải thưởng Ảnh Báo chí Thế giới.

## Tiểu sử
Françoise Demulder sinh năm 1947 tại Paris, Pháp. Bà bắt đầu sự nghiệp phóng viên ảnh chiến trường năm 1972 tại Việt Nam. Ngày 30 tháng 4 năm 1975, Demulder là phóng viên ảnh duy nhất chụp được khoảnh khắc chiếc xe tăng 390 của Quân đội Nhân dân Việt Nam húc đổ cổng chính của Dinh Độc Lập, đánh dấu sự kết thúc của chiến tranh Việt Nam.
Sau Việt Nam, Françoise Demulder tiếp tục thâm nhập vào các cuộc chiến ở Angola, Liban, Campuchia, Salvador, Iran và Iraq, trong đó bà hoạt động nhiều nhất tại vùng chiến sự ở Trung Đông, tại đây bà đã có nhiều phóng sự ảnh về lãnh tụ Yasser Arafat của người Palestine. Trong Chiến tranh vùng Vịnh (1990–1991), Demulder là một trong số ít phóng viên vẫn ở lại Bagdad khi thành phố bị ném bom rải thảm. Bà là cộng tác viên của hãng tin ảnh Gamma và nhiều tạp chí lớn như TIME, Life và Newsweek.
Năm 1976, Françoise Demulder trở thành nữ phóng viên đầu tiên được trao Giải thưởng Ảnh Báo chí Thế giới với bức ảnh về tình cảnh của người tị nạn Palestine tại Liban. Năm 2003, trong cuộc bán đấu giá ảnh để quyên góp hỗ trợ một nhiếp ảnh gia mắc bệnh hiểm nghèo, bức ảnh này của Demulder đã được nhà nhiếp ảnh Yann Arthus-Bertrand mua với giá 11.000 euro.
Phải điều trị ung thư từ năm 2003, Françoise Demulder qua đời ngày 3 tháng 9 năm 2008 ở tuổi 61 tại Levallois-Perret, ngoại ô Paris, Pháp.